# Теннисная аллея
Те́ннисная аллея — аллея в историческом районе Острова Петроградского административного района Санкт-Петербурга. Проходит от Велосипедной аллеи до Южной дороги на Крестовском острове.

## История
Аллея получила название 23 июня 2011 года. Название было дано по находящемуся поблизости детскому теннисному центру в ряду улиц Крестовского острова, названия которых отражают спортивную тематику (другие подобные названия — Велосипедная аллея, Гребная улица, Футбольная аллея и др.).

## Пересечения

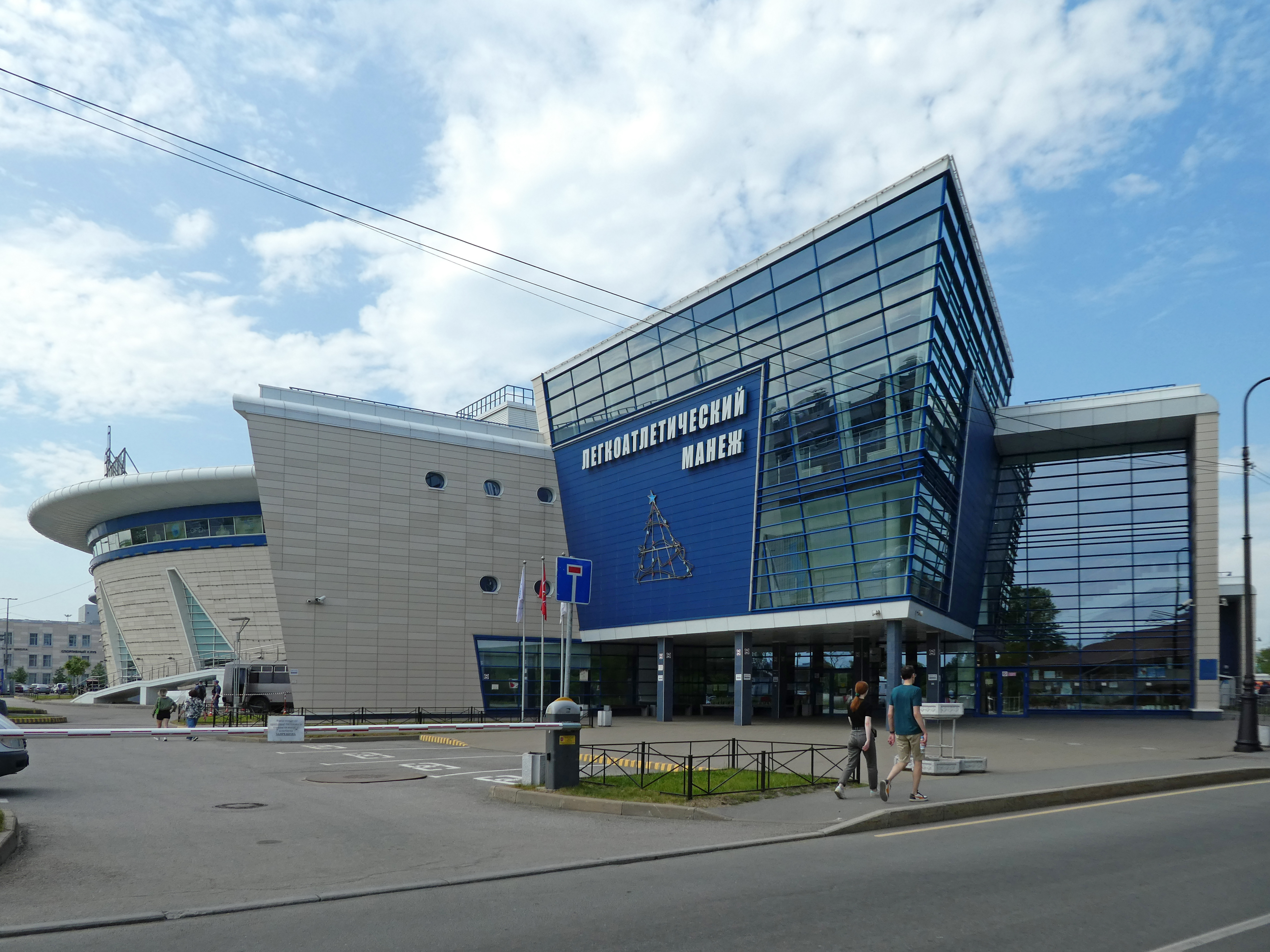
Легкоатлетический манеж

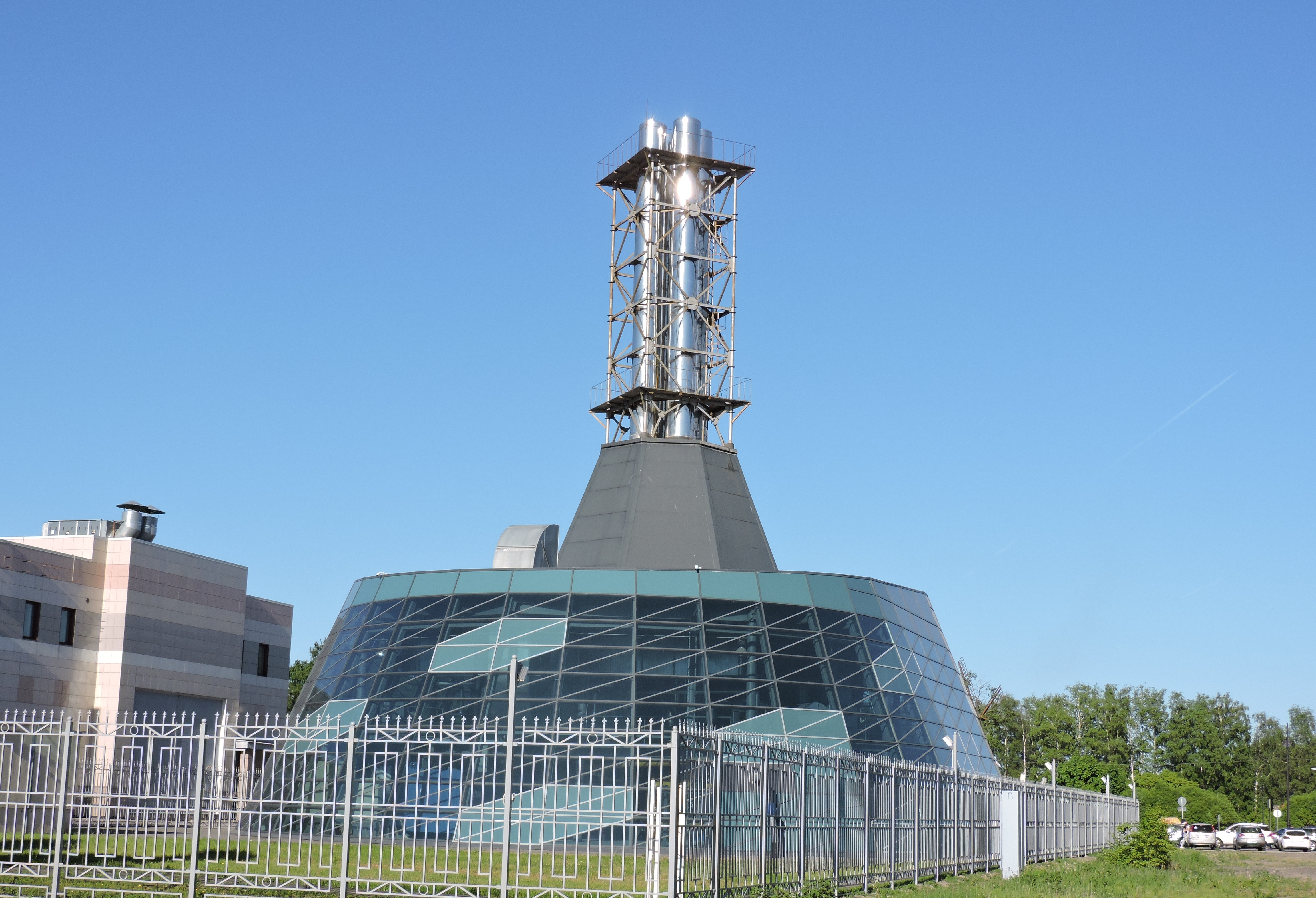
Котельная стадиона «Газпром Арена»

С севера на юг Теннисную аллею пересекают следующие улицы:
- Велосипедная аллея — Теннисная аллея переходит в неё;
- Южная дорога — Теннисная аллея примыкает к ней.

## Транспорт
Ближайшие к Теннисной аллее станции метро — «Зенит» 3-й (Невско-Василеостровской) линии (около 1 км по прямой от начала аллеи) и «Крестовский остров» 5-й (Фрунзенско-Приморской) линии (около 1,6 км по прямой).
Движение наземного общественного транспорта по аллее отсутствует.
Ближайшие к Теннисной аллее железнодорожные платформы — Старая Деревня (около 2,15 км по прямой от начала аллеи) и Яхтенная (около 2,2 км по прямой от начала аллеи).

## Общественно значимые объекты
- Приморский парк Победы;
- легкоатлетический манеж — дом 3, литера А;
- ресторан «Карл и Фридрих» (у примыкания к Южной дороге) — Южная дорога, дом 15, литера А;
- котельная стадиона «Газпром Арена» (у примыкания к Южной дороге) — Южная дорога, дом 19, корпус 2, литера А.